# Georg A. Nilsson
Georg Alfred Nilsson, född den 9 oktober 1871 i Caroli församling, Malmö, död den 11 november 1949 i Gävle, var en svensk arkitekt och byggnadsråd i Stockholm.

## Biografi
Georg A. Nilson tog studenten på latinlinjen vid Malmö högre allmänna läroverk 1891. Han kompletterade sedan studentbetyget med ämnena matematik, fysik och kemi och flyttade i september 1891 till Stockholm för att börja på arkitektutbildningen vid Kungliga tekniska högskolan, KTH. Efter examen där 1895 fortsatte han sina studier på Konstakademien. Från 1898 verkade han som arkitekt i egen verksamhet.
År 1904 bildade han tillsammans med ingenjören Ivar Nyqvist AB Arkitekt- och Byggnadsbyrån. Tillsammans ritade de bland annat industrilokalerna för Luth & Roséns Elektriska och de båda "visionära" bostads- och affärshusen Felix Sachs hus och G A Nilssons hus. Till det senare var Nilsson även ägare och hade sitt arkitektkontor där några år. Efter att det uppdagats att Nyqvist tagit ut pengar ur den gemensamma firman utan att ha rådgjort med Nilsson bröt den senare samarbetet 1912. Därefter drev Nyqvist firman vidare som dess direktör och tekniske ledare fram till sin död 1936.
År 1907 anställdes han vid Överintendentsämbetet, från 1918 kallat Kungliga Byggnadsstyrelsen. Han tog för dess räkning bland annat fram standardritningar för folkskolor. Bland dem märks Långbrodalsskolan, Örbyskolan och Enskede skola som alla tre uppfördes ungefär samtidigt omkring år 1915 efter nästan identiska ritningar, för Enskede folkskola användes en spegelvänd variant. Alla tre känns igen på det karakteristiska utanpåliggande trapphustornet med sidoställda pulpettak och klocka högst upp. Skolorna gestaltades av Nilsson i en kraftfull tegelarkitektur. Fasaderna slammades och avfärgades i olika kulörer. Långbrodalsskolan och Örby skola fick tegelröda fasader och Enskede skola en ljus gulvit färgsättning. Formgivningen är nationalromantikens och anknyter till 1600-talets enkla stenhus med gavlar, branta takfall, portaler och ankarslutar.
Nilsson ritade även andra byggnader, exempelvis kyrkor och kontorshus. Under perioden 1901–1929 ritade han inte mindre än 14 skolor i en tjugotalsklassicistisk stil som Blommensbergsskolan i Stockholm. Matteusskolan ritades av den då 27-årige arkitekten Georg A. Nilsson, som med detta uppdrag fick sitt första större nybyggnadsprojekt. Georg A. Nilsson skulle med tiden bli en av Sveriges främsta skolarkitekter, som ritade 23 skolor. Nilsson avled efter ett olycksfall på Gävle centralstation. Han är begravd på Gamla kyrkogården i Malmö.

## Bilder (verk i urval)

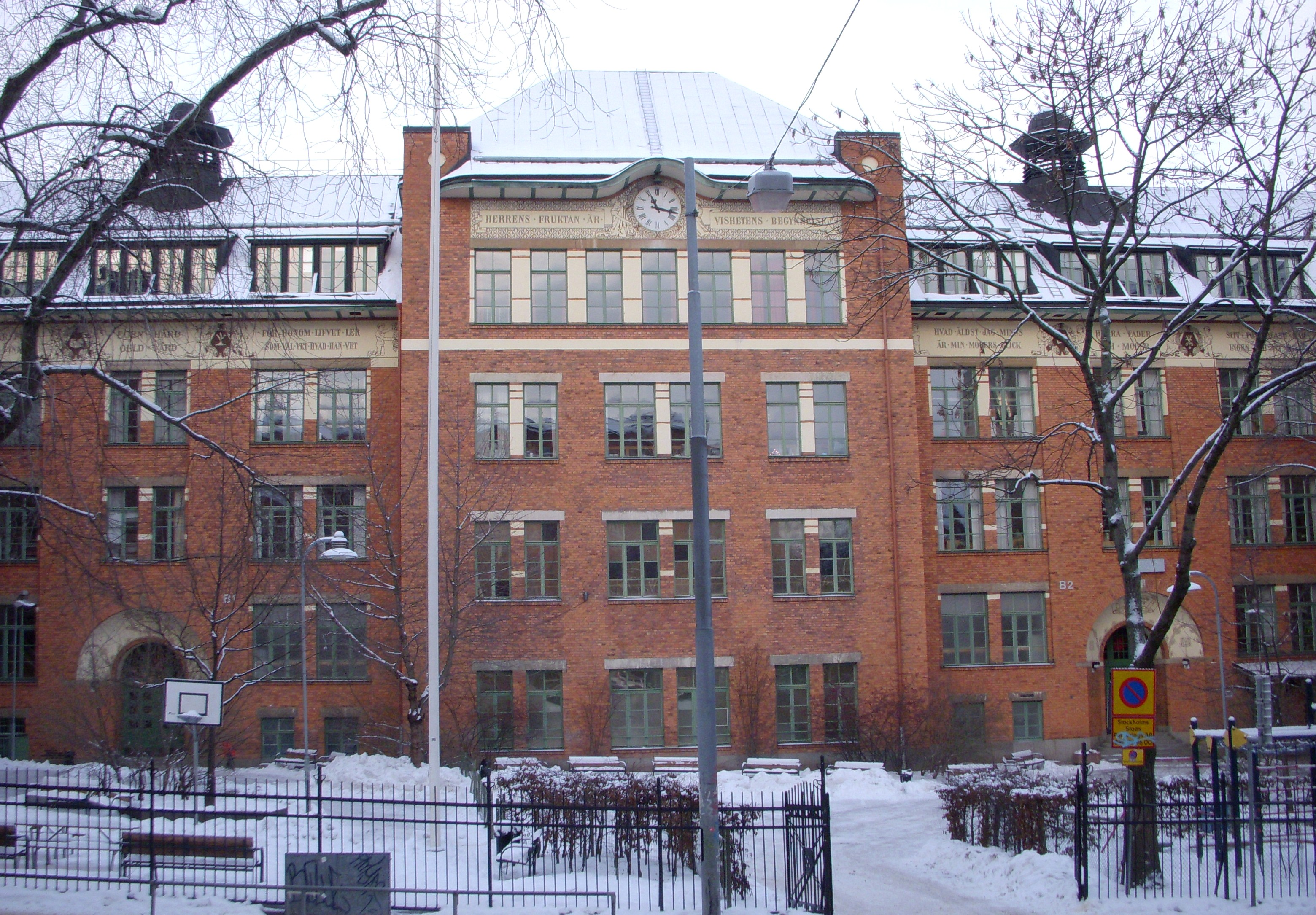
Matteusskolan, Stockholm
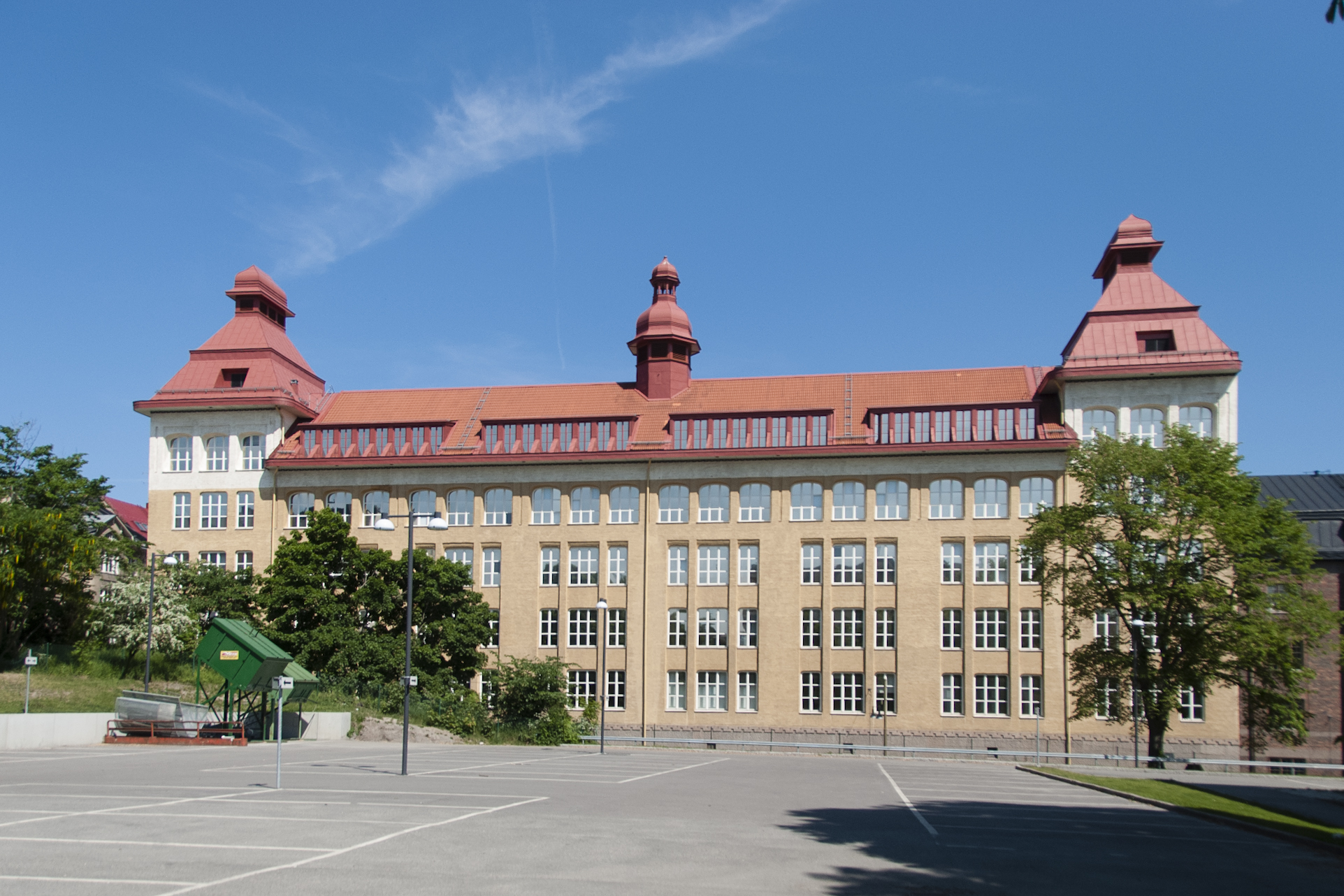
Adolf Fredriks folkskola
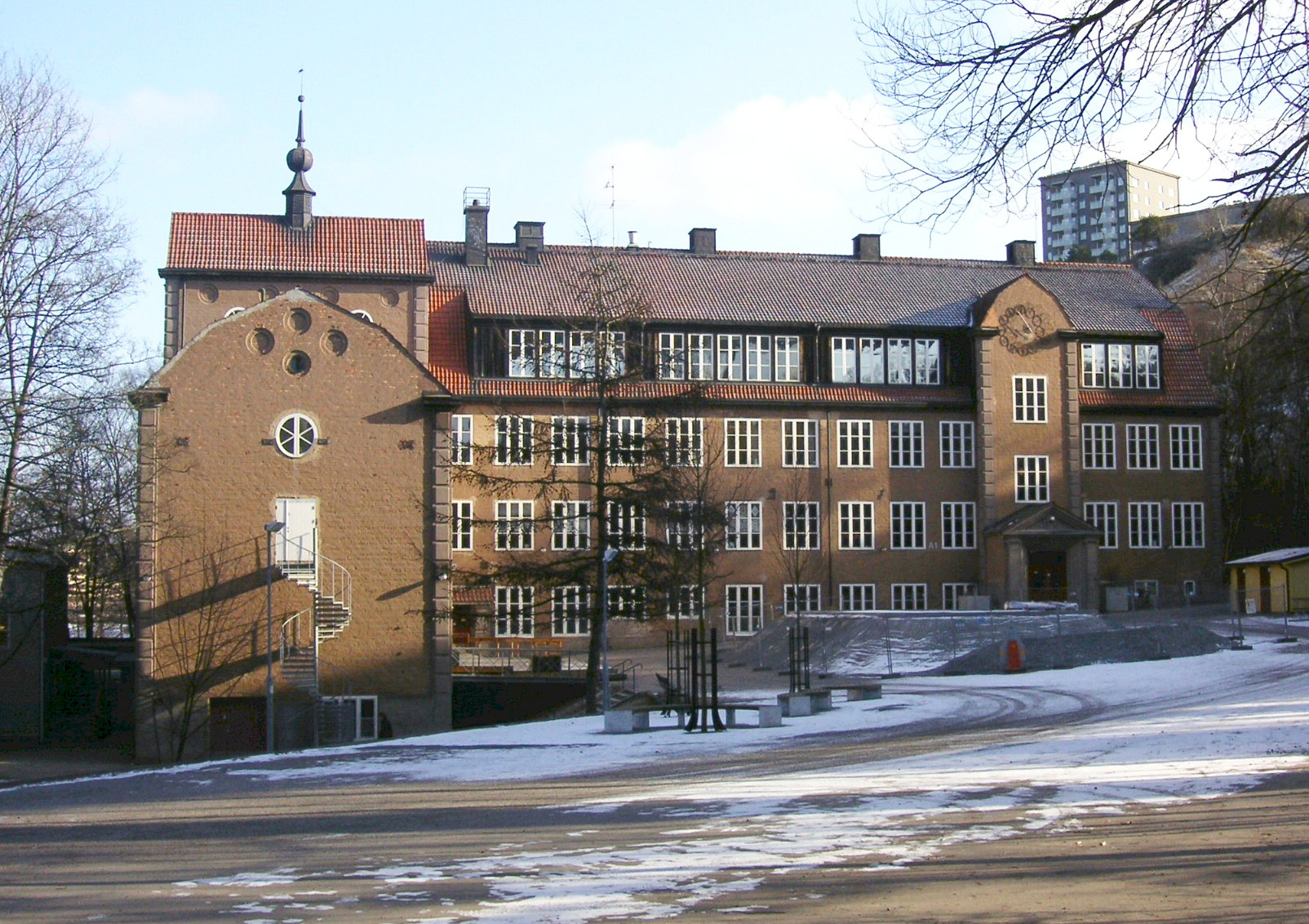
Blommensbergsskolan, Gröndal, södra Stockholm
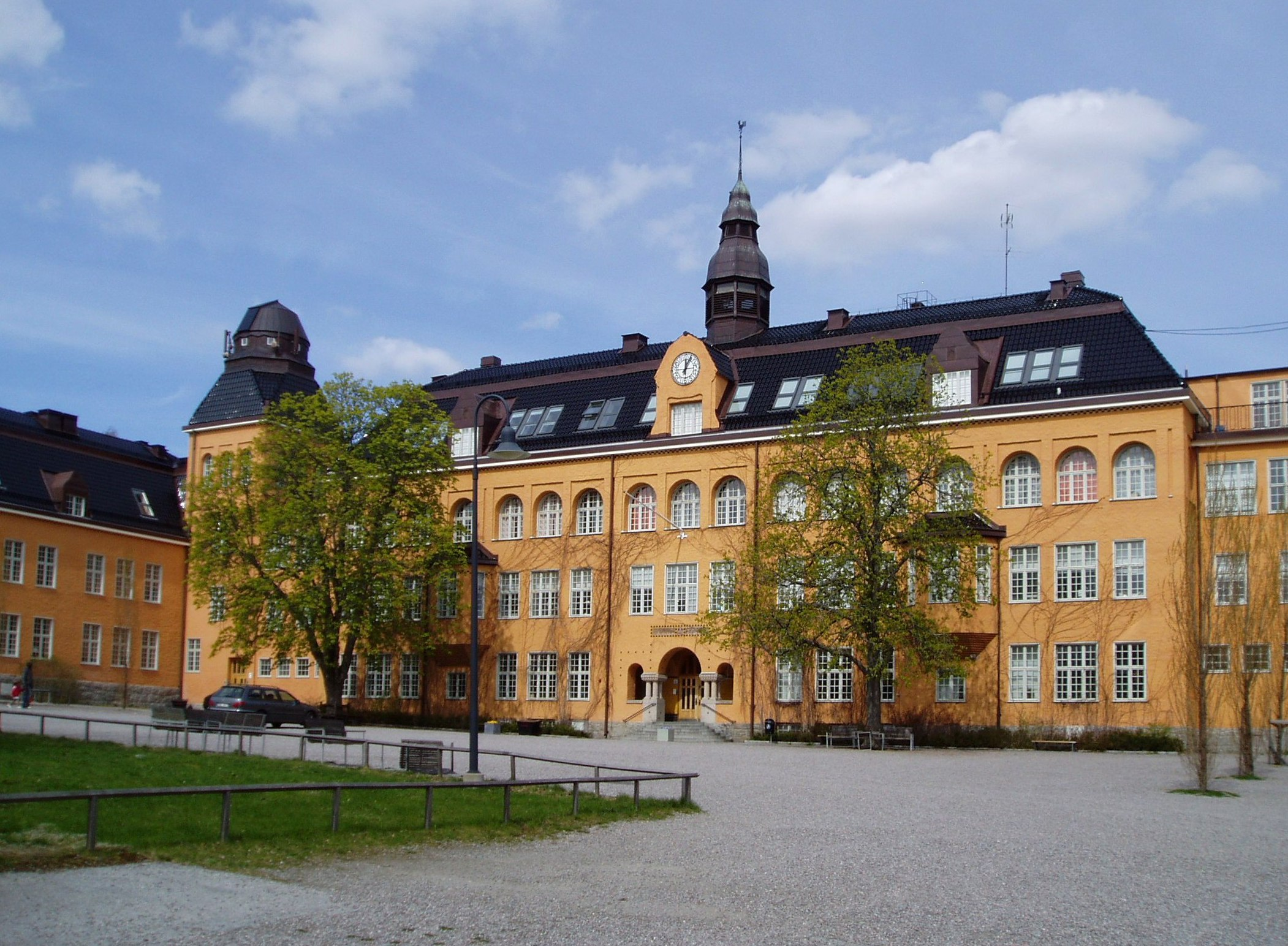
Djursholms samskola
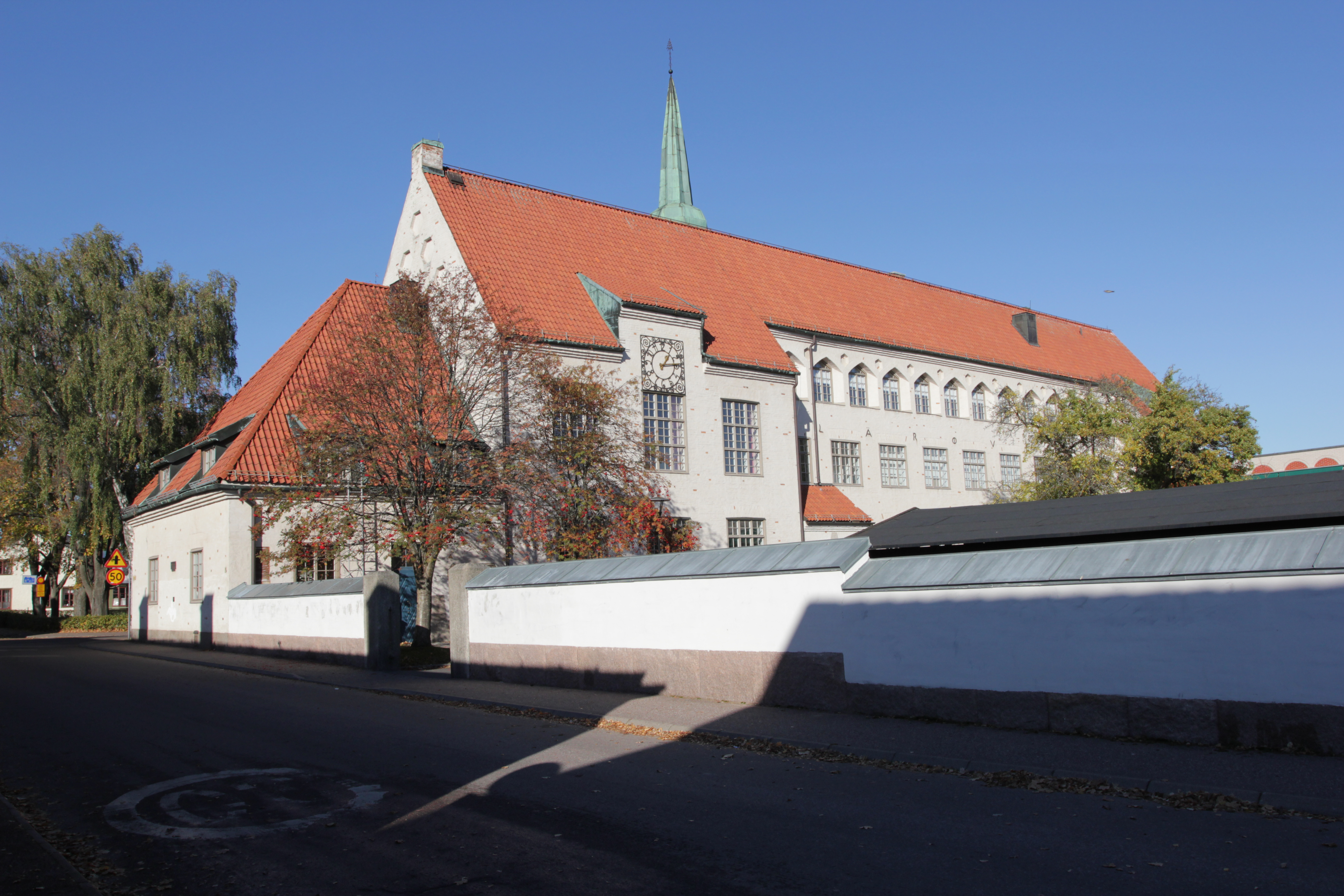
Läroverket/samrealskolan, Hedemora

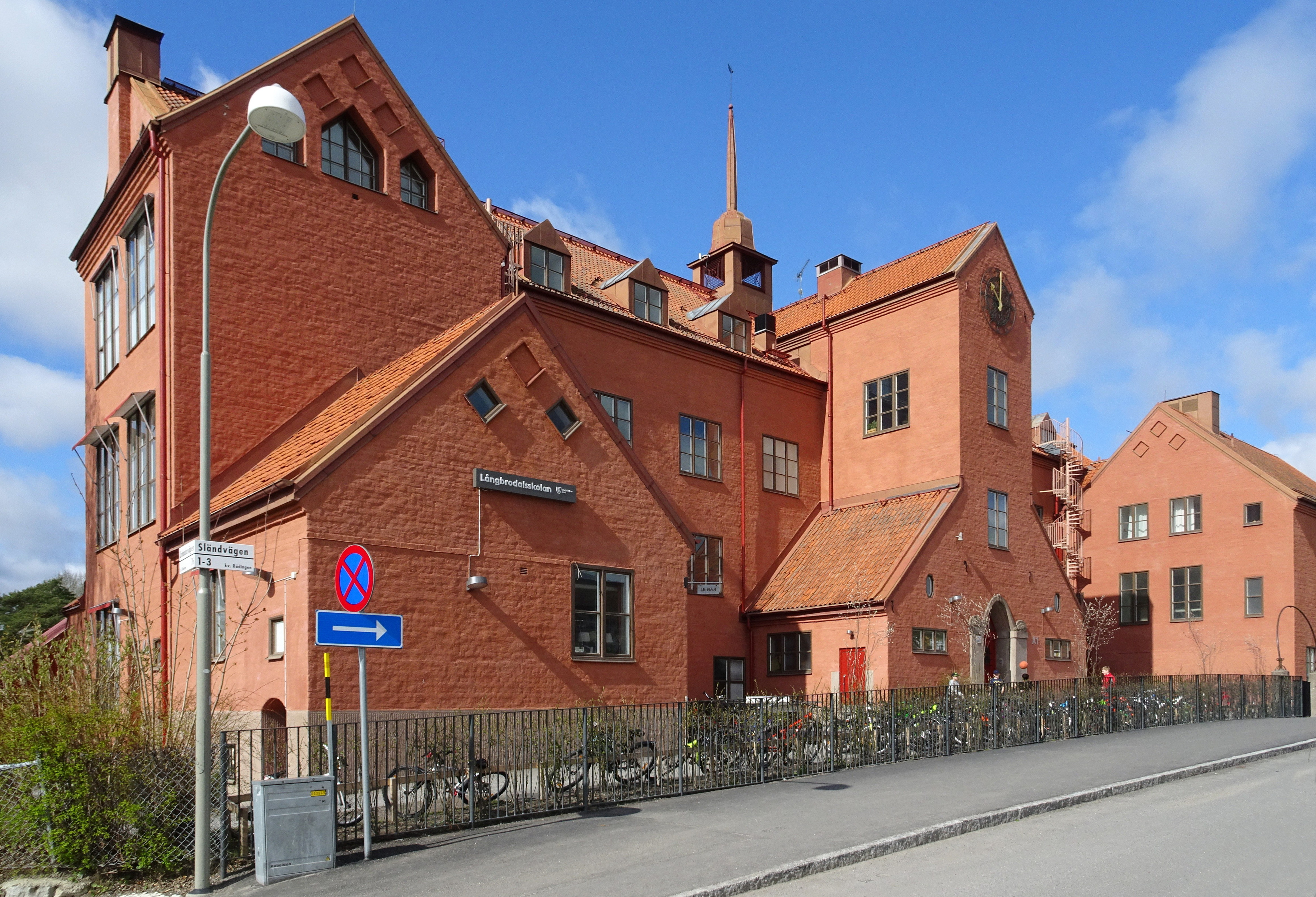
Långbrodalsskolan, Stockholm
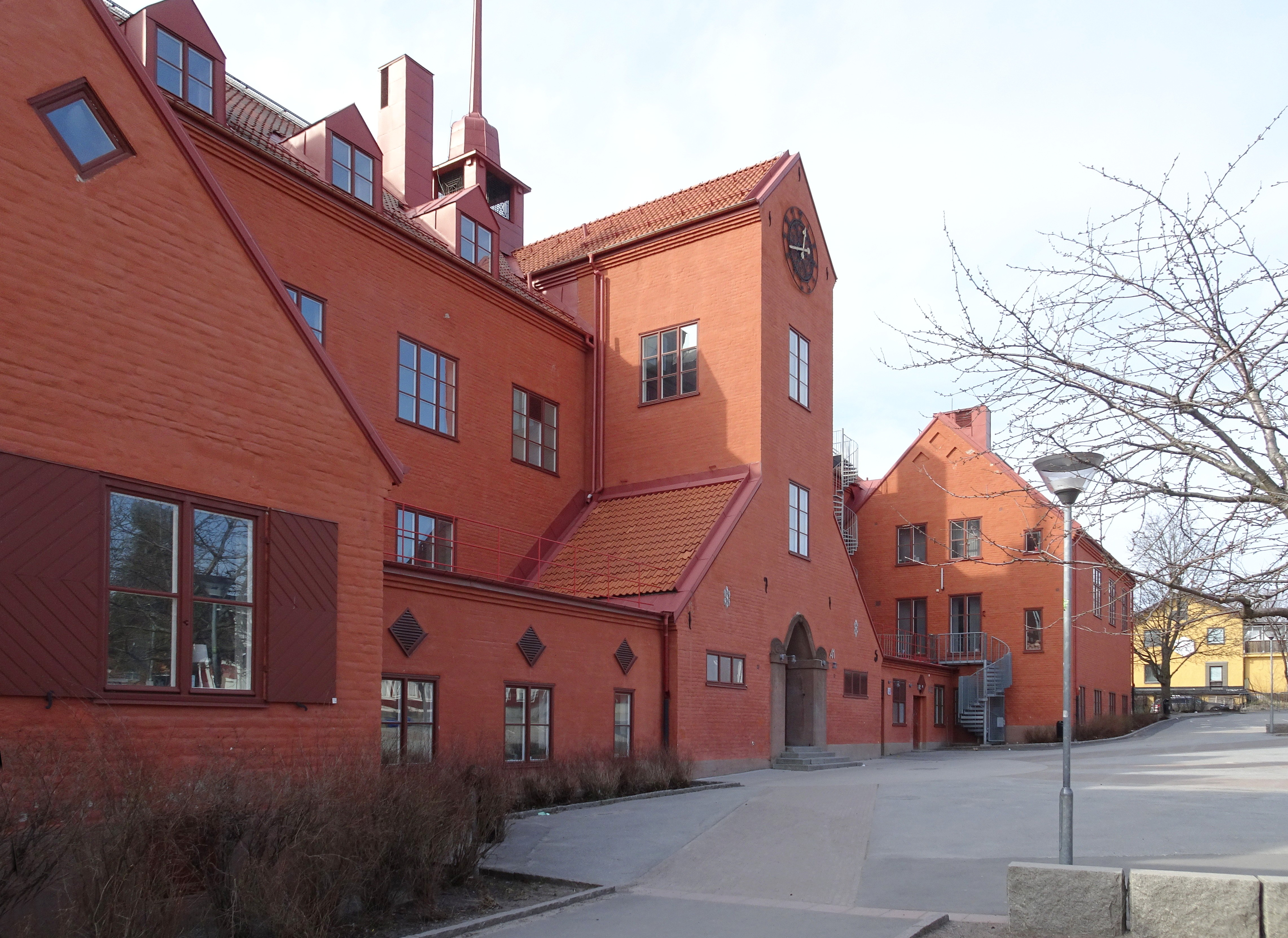
Örbyskolan, Stockholm
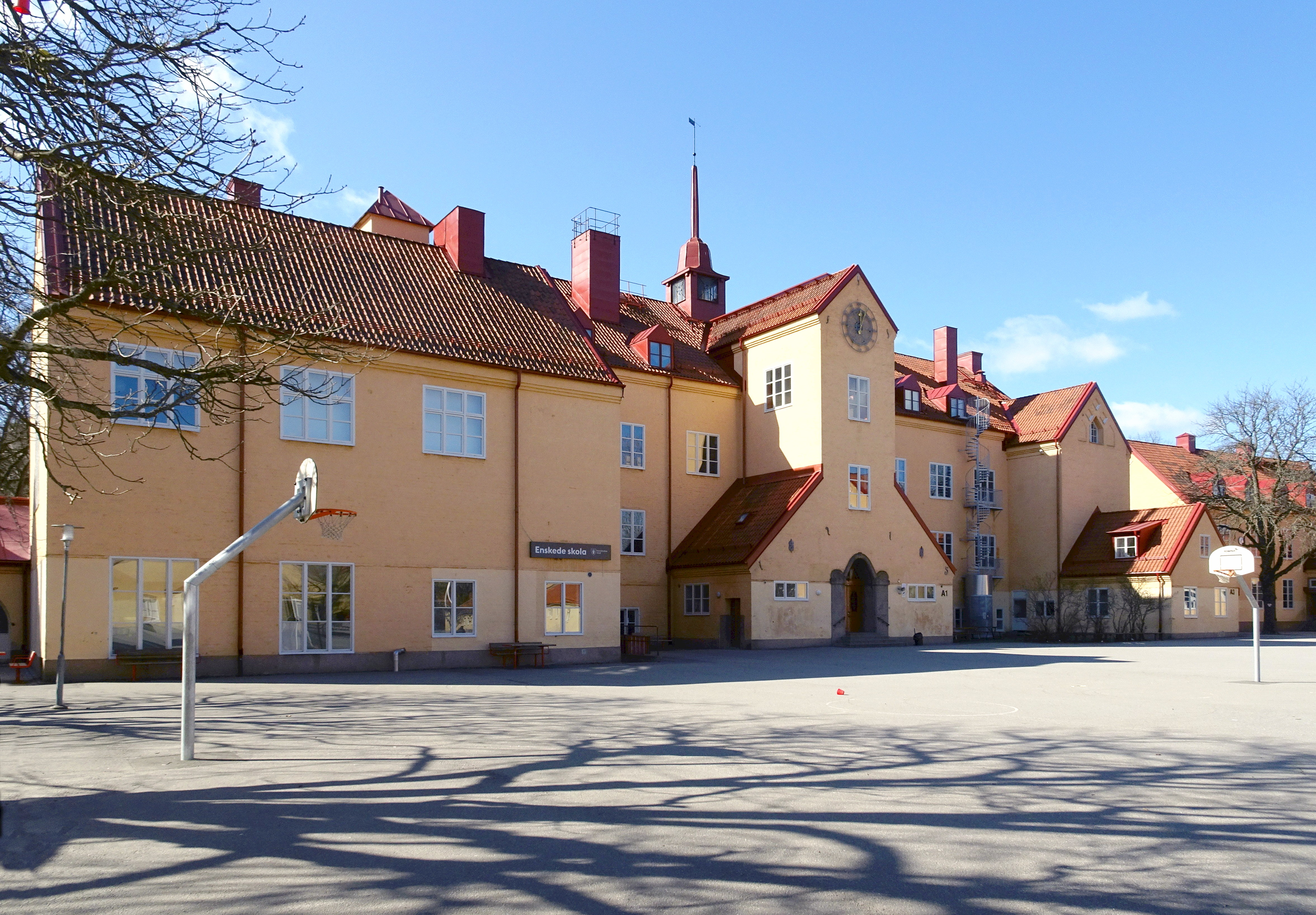
Enskede skola, Stockholm
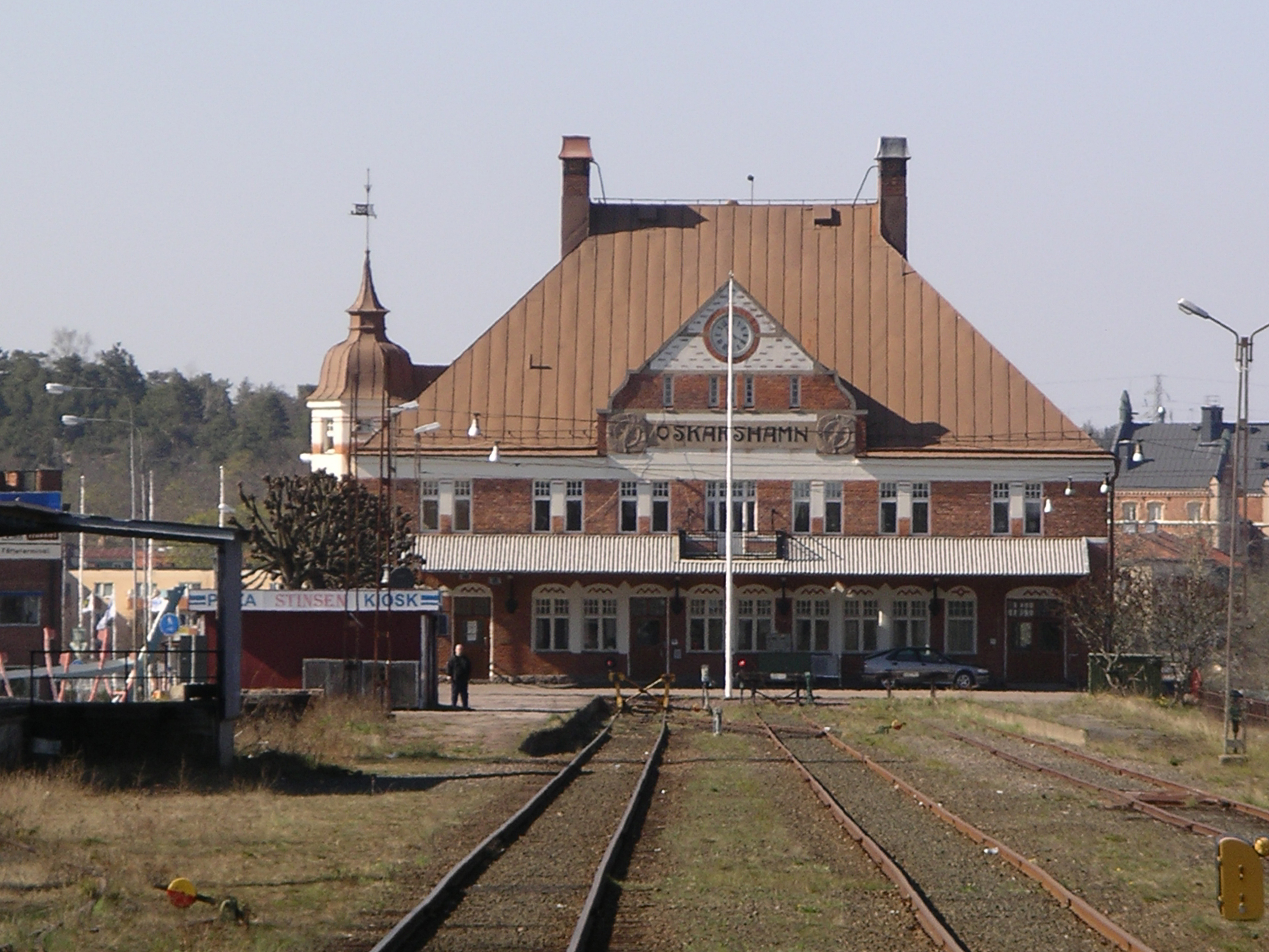
Oskarshamns järnvägsstation
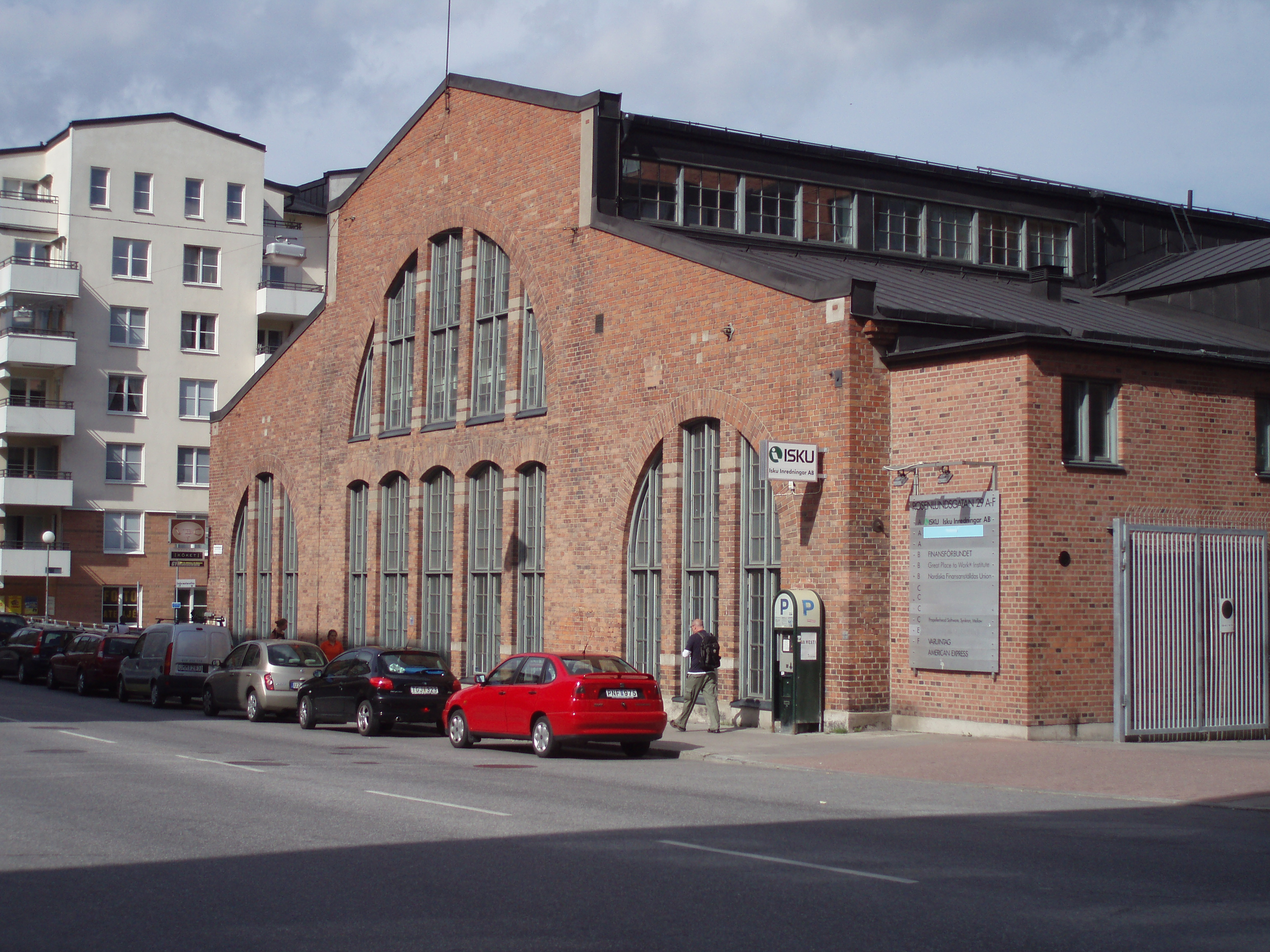
Gjuteri vid Luth & Roséns verkstäder i Stockholm

## Verk i urval
I kronologisk ordning:

- Matteusskolan, Stockholm (1901–1902), byggnadsminnesklassad
- Hultsfreds järnvägsstation (1902)
- Saltsjöbadens sjukhus äldsta del (1903)
- Oskarshamns järnvägsstation (1906)
- G A Nilssons hus (1906–1907)
- Industribyggnader vid Luth & Roséns Elektriska AB, Stockholm (1906–1909)
- Adolf Fredriks skola, Stockholm (1907–1910)
- S:t Olofsskolan, Stockholm (1908)
- Djursholms samskola (1910)
- Felix Sachs hus, Stockholm (1912). Huset revs för Gallerian, men fasaden togs tillvara och har inkorporerats i Klarahuset
- Vimmerby samrealskola (senare Tullportskolan, numera Vimmerby gymnasium), Vimmerby
- Örby skola, Örby, södra Stockholm (1915)
- Långbrodalsskolan, Stockholm (1914–1915), (Samma ritningar som för Örby och Enskede skolor)
- Enskede skola, Gamla Enskede, Stockholm (1914–1915), (Samma ritningar som för Långbrodals- och Örbyskolorna)
- Midsommarkransens skola, Midsommarkransen, Stockholm (1915)
- Baltaks kyrka (1917)
- Åmots kyrka, Ockelbo (1917)
- Blommensbergsskolan, Gröndal, södra Stockholm (1921)
- Högalidsskolan, Stockholm (1921)
- Tornskolan (tillhörande Alviksskolan), Bromma, Stockholm (1925)
- Norra kommunala mellanskolam i Stockholm, Stockholm (1925–1927)
- Mälarhöjdens skola i Mälarhöjden i Stockholm (1926)
- Gamla Skarpnäcksskolan, Kärrtorp i Stockholm (1929)